# ستيفان دوماس
ستيفان دوماس (بالفرنسية: Stéphane Dumas)‏ مواليد 14 سبتمبر 1978 في فرنسا، هو لاعب كرة سلة فرنسي. بدأ مسيرته الاحترافية في سنة 1995. يحمل الرقم 18.

## المسيرة الاحترافية
لعب مع ليموج سي إس بي في الدوري الفرنسي من سنة 1996 إلى 2000، ثم لعب مع جوفينتوت بادالونا في الدوري الإسباني من سنة 2000 إلى 2004، ثم لعب مع بلد الوليد من سنة 2002 إلى 2012، ثم لعب مع لاردة في موسم 2002–03، ثم لعب مع سانت جوسيب في الدوري الإسباني في موسم 2004–05، ثم لعب مع إس إس فليتشي سكاندون في الدوري الإيطالي في موسم 2005–06، ثم لعب مع ليون في الدوري الإسباني في موسم 2006–07، ثم لعب مع أليكانتي في موسم 2007–08.

## الإنجازات
- كأس فرنسا: (1) 1999–2000
- كأس كوراتش لكرة السلة: (1) 1999-2000
- الدوري الإسباني لكرة السلة الدرجة الثانية: (1) 2008–09

## روابط خارجية
- ستيفان دوماس على موقع الاتحاد الدولي لكرة السلة (الإنجليزية)
- ستيفان دوماس على موقع الدوري الإسباني لكرة السلة (الإسبانية)
- ستيفان دوماس على موقع كرة السلة الأوروبية.كوم (الإنجليزية)
- ستيفان دوماس على موقع ريلجم (الإنجليزية)
- ستيفان دوماس على موقع بروبوليرز (الإنجليزية)
- ستيفان دوماس على موقع سبورتس رفرنس (الإنجليزية)